# Mesolecanium campomanesiae
Mesolecanium campomanesiae (лат.) — вид полужесткокрылых насекомых-кокцид рода Mesolecanium из семейства ложнощитовки (Coccidae).

## Распространение
Южная Америка, Бразилия (Sao Paulo, Ypiranga).

## Описание
Питаются соками миртовых растений таких как Campomanesia (Myrtaceae). Вид был впервые описан в 1900 году бразильским энтомологом Адольфом Хемпелем (Hempel, Adolph; 1870—1949) под первоначальным названием Lecanium campomanesiae.
Таксон Mesolecanium campomanesiae включён в состав рода Mesolecanium (триба Coccini, подсемейство Coccinae) вместе с таксонами M. argaformis, M. baccharidis, M. ferum, M. inflatum, M. jaboticabae, M. lucidum, M. marmoratum, M. obscurum, M. planum, M. pseudosemen, M. rhizophorae, M. uvicola и другими.